# Bumerangue imperial
O bumerangue imperial é a tese de que governos que desenvolvem técnicas repressivas para controlar territórios coloniais acabarão por empregar essas mesmas técnicas internamente contra seus próprios cidadãos. Esse conceito se origina com Aimé Césaire em Discurso sobre o Colonialismo (1950), onde é chamado de bumerangue terrível para explicar as origens do fascismo europeu na primeira metade do século XX. Hannah Arendt concordou com esse uso, chamando-o de efeito bumerangue em As Origens do Totalitarismo (1951). De acordo com ambos os escritores, os métodos de Adolf Hitler e do Partido Nazista não eram excepcionais de uma visão mundial porque os impérios coloniais europeus estavam matando milhões de pessoas em todo o mundo como parte do processo de colonização por muito tempo. Em vez disso, eles eram excepcionais porque eram aplicados a europeus dentro da Europa, em vez de populações colonizadas no Sul Global. Às vezes também é chamado de bumerangue de Foucault, embora Michel Foucault não tenha originado o termo.

## Histórico

### Uso original de Césaire (1950)

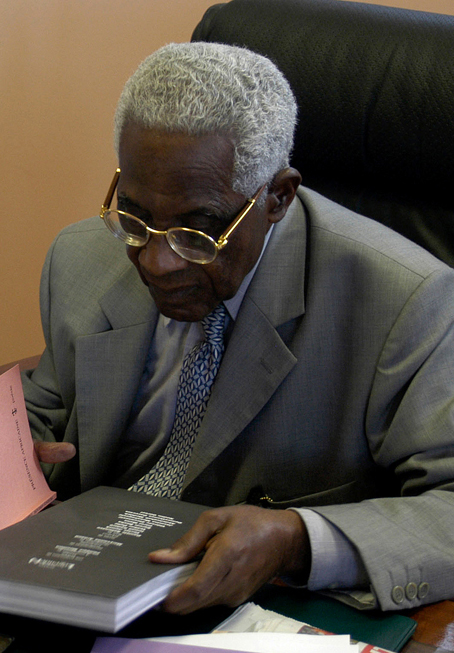
Aimé Césaire em 2003.

Em 1950, Aimé Césaire cunhou e descreveu o termo por meio de sua análise do desenvolvimento de tendências violentas, fascistas e brutalizantes na Europa, como conectadas à prática do colonialismo europeu. Césaire escreveu em Discurso sobre o Colonialismo:

E então um belo dia a burguesia é despertada por um terrível efeito bumerangue: as gestapos estão ocupadas, as prisões se enchem, os torturadores em volta dos cavaletes inventam, refinam, discutem. As pessoas ficam surpresas, ficam indignadas. Elas dizem: "Que estranho! Mas não importa — é nazismo, vai passar!" E elas esperam, e têm esperança; e escondem de si mesmas a verdade, que é barbárie, a suprema barbárie, a barbárie coroada que resume todas as barbáries cotidianas; que é nazismo, sim, mas que antes de serem suas vítimas, eram seus cúmplices; que toleraram esse nazismo antes que fosse infligido a elas, que o absolveram, fecharam os olhos para ele, o legitimaram, porque, até então, ele havia sido aplicado apenas a povos não europeus; que eles cultivaram esse nazismo, que são responsáveis por ele, e que antes de engolir todo o edifício da civilização ocidental e cristã em suas águas avermelhadas, ele escorre, infiltra e goteja por cada fenda.
Na tradução para o inglês, isso foi traduzido como "terrific boomerang"; no francês original, no entanto, Césaire não usou o termo "boomerang" e, em vez disso, escreveu "un formidable choc en retour" — que pode ser traduzido literalmente como "um tremendo choque em retorno".

### Associação com Foucault (1976)
Em sua palestra de 1976, A Sociedade Deve Ser Defendida, Michel Foucault repetiu essas ideias. Segundo ele:
[E]mbora a colonização, com suas técnicas e suas armas políticas e jurídicas, obviamente transportasse modelos europeus para outros continentes, ela também teve um efeito bumerangue considerável nos mecanismos de poder no Ocidente e nos aparelhos, instituições e técnicas de poder. Uma série inteira de modelos coloniais foi trazida de volta ao Ocidente, e o resultado foi que o Ocidente pôde praticar algo semelhante à colonização, ou um colonialismo interno, sobre si mesmo.

## Em estudos críticos de segurança
Historiadores e cientistas sociais aplicaram o conceito do bumerangue imperial para analisar a formação transnacional de aparatos de segurança, focando nos efeitos do império ultramarino dos Estados Unidos. O bumerangue imperial foi invocado para explicar a militarização contínua da polícia e sua implantação doméstica em resposta a protestos políticos em centros urbanos. Tal implantação proliferou em todo o mundo, considerando que a globalização do policiamento militarizado continua a ser um aspecto crucial da política externa contemporânea de potências coloniais ocidentais como os Estados Unidos, cujos primeiros experimentos com o desenvolvimento de aparatos estatais coercitivos abrangentes e técnicas de contrainsurgência começaram durante a ocupação estadunidense das Filipinas. Concentrando-se em como agentes coloniais britânicos e americanos e oficiais militares despachados transplantaram tecnologias policiais e de contrainsurgência no exterior de volta para casa, o sociólogo Julian Go argumenta:
Podemos ver melhor como a história do policiamento está entrelaçada com o imperialismo e reconhecer que o que é tipicamente chamado de "militarização do policiamento" é um efeito do bumerangue imperial — um resultado do feedback imperial-militar.
Alguns acadêmicos sugerem que a direcionalidade do bumerangue imperial precisa ser reavaliada. O cientista político Stuart Schrader defende uma explicação centrada na colônia para o efeito bumerangue, especialmente no caso dos Estados Unidos, onde a violência imperial e racial antecede o apogeu do império americano. Em seus comentários sobre o trabalho de Schrader, a cientista política Jeanne Morefield escreve:
A análise de Schrader percorre um longo caminho para explicar a qualidade aparentemente acéfala do imperialismo americano, uma qualidade que contribui para sua ofuscação contínua. Por trás da lógica da "hegemonia liberal" está a contrainsurgência e o policiamento profissionalizado, modos de poder racializado que estruturam a vida cotidiana das pessoas na América e em todo o mundo, enquanto desviam a atenção desse poder em todos os níveis.